# Jinšu
Jinšu (kitajsko 殷墟, dobesedno Ruševine Jina) je najdišče ene od starodavnih in glavnih zgodovinskih prestolnic Kitajske. V njem so bile najdene orakeljske kosti, popisane z orakeljsko pisavo, najstarejšo znano kitajsko pisavo. Ruševine so ostanki starodavnega mesta Jin, zadnje prestolnice kitajske dinastije Šang, ki je skozi osem generacij in vladavine dvanajstih kraljev obstajala 255 let. Jinšu so odkrili leta 1899. Zdaj je eno najstarejših in največjih arheoloških najdišč na Kitajskem. Leta 2006 je bilo izbrano za vpis na Unescov seznam svetovne dediščine.  Javni dostop do najdišča je dovoljen. 

## Tradicionalna zgodovina
Med ohranjenimi starimi kitajskimi zgodovinskimi dokumenti je Jin opisan kot zadnja prestolnica dinastije Šang, vendar  obstoja nekaj nesoglasij glede tega, kdaj je prišlo do selitve. Knjiga dokumentov, natančneje poglavje Pan Geng, za katero se domneva, da je bila napisana v poznem obdobju pomladi in jeseni, in Bambusni letopisi navajajo, da je kralj Šanga Pan Geng preselil prestolnico Šanga v Jin. Bambusni letopisi natančneje navajajo, da je Pan Geng med svojo vladavino preselil prestolnico iz Jana (奄, današnji Čufu v provinci Šandong, na kraj, imenovan Bejmang (北蒙), ki se je nato preimenoval v Jin (殷). Zapisi velikega zgodovinarja Sima Čjana v nasprotno s tem trdijo, da je Pan Geng prestolnico Šanga preselil v Bo (亳), prestolnico ustanovitelja dinastije Čeng Tanga, ki ni istovetna z Jinom.
Ne glede na to je Jin jasno veljal za prestolnico Šanga v času kralja Vu Dinga, ki je od tu sprožil številne vojaške akcije proti okoliškim plemenom. 
Po tradicionalnih poročilih so poznejši vladarji Šanga postali iskalci užitkov, ki jih državne zadeve niso zanimale. Kralj Di Šin, zadnji iz dinastije Šang, je bil še posebej znan po svoji neusmiljenosti in razuzdanosti. Njegovi vse bolj avtokratski zakoni in dejanja so odtujili plemstvo, dokler ni kralj Vu iz dinastije Džov pridobiti dovolj podpore, da ga je strmoglavil. 
Dinastija Džov je svojo prestolnico ustanovila v Fenghau blizu današnjega Šjana. Jin je bil zapuščen in je propadel. Njegove ruševine je omenil Sima Čjan v svojih Zapisih velikega zgodovinarja, natančneje v  opisu bitke pri Juluju. Podrobneje jih je opisal Li Daojuan v svojih Komentarjih h Knjigi o vodah, objavljenem v obdobju severnih in južnih dinastij (420-589 n. št.) Nekoč veliko mesto Jin je bilo skupaj z ustanovno dinastijo potisnjeno v legendo, dokler ni bilo ponovno odkrito v zadnjih letih dinastije Čing.

## Arheološka odkritja
Jinšu je dobro znan po svojih orakeljskih kosteh, za katere je leta 1899 direktor Cesarske akademije Vang Jirong prvi ugotovil, da vsebujejo staro kitajsko pisavo. Eno od poročil o Vangovem odkritju pravi, da je bolehal za malarijo in so mu v tradicionalni kitajski lekarni predpisali longgu (龍骨, zmajeve kosti).  Na teh kosteh je opazil nenavadne rezbarije in ugotovil, da bi to lahko bile pismenke starodavne kitajske pisave. 
Novice o odkritju orakeljskih kosti so med zbiralci starin ustvarile trg zanje in povzročile več valov nezakonitih izkopavanj v nekaj naslednjih  desetletjih. Domneva se, da je bilo nezakonito odtujeno na desettisoče kosti.  Vir zmajevih kosti so sčasoma izsledili v majhni vasi Šjaotun pri Anjangu. Leta 1910 je znani učenjak Luo Dženju potrdil, da je bilo to območje mesto zadnje prestolnice dinastije Šang. To je neodvisno od njega leta 1910 ugotovil tudi kanadski misijonar in analitik orakeljskih kosti James Menzies. Leta 1917 je Vang Guovej dešifriral napise na orakeljskih kosteh z imeni kraljev Šanga in sestavil popolno rodoslovje dinastije Šang. Rodoslovje se je ujemalo s tistim v Zapisih velikega zgodovinarja Sima Čjana in potrdilo zgodovinskost legendarne dinastije Šang. Na napisih na orakeljskih kosteh je bilo ime države napisano kot  Dajišang (大邑商) ali Šangji (商邑). 
Prva uradna arheološka izkopavanja v Jinšuju je vodil arheolog Li Dži z Inštituta za zgodovino in filozofijo v letih 1928-1937. V tem času so odkrili ostanke kraljeve palače, več kraljevih grobnic in več kot 100.000 orakeljskih kosti, ki kažejo, da je imel Šang dobro strukturirano pisavo s popolnim sistemom pismenk.
Izkopavanja Inštituta za arheologijo Kitajske akademije za družbene vede, ki potekajo od leta 1950, so na najdišču Hovgang odkrila dokaze o stratifikaciji, ostanke palač in templjev, kraljeva pokopališča, napise na orakeljskih kosteh,  preročišča, delavnice za obdelavo brona in kosti, ter najdišča Huanbej na severnem bregu reke Huan. Izkopavanja na enem od največjih  in najstarejših arheoloških najdišč na Kitajskem so postavila temelje za delo po vsej državi. 
Na najdišču so prepoznana štiri zgodovinska obdobja, ki so približno v korelaciji z obdobji orakeljske kosti, ki jih je določil Dong Dzuobin, vladavinami kraljev in datumi, ki jih je določil kronološki projekt Šja–Šang–Džov: 
| Sloj      | Obdobje orakeljskih kosti | Kralji                      | Približni datumi     |
| --------- | ------------------------- | --------------------------- | -------------------- |
| Jinšu I   |                           | Pan Geng, Šjao Šin, Šjao Ji | 1300–1250 pr. n. št. |
| Jinšu II  | I                         | Vu Ding                     | 1250–1192 pr. n. št. |
| Jinšu II  | II                        | Dzu Geng, Dzu Džja          | 1191–1148 pr. n. št. |
| Jinšu III | III                       | Lin Šin, Geng Ding          | 1191–1148 pr. n. št. |
| Jinšu III | IV                        | Vu Ji, Ven Vu Ding          | 1147–1102 pr. n. št. |
| Jinšu IV  | V                         | Di Ji, Di Šin               | 1101–1046 pr. n. št. |

## Mesta izkopavanj
Jinšu s površino 30 km² je največje arheološko najdišče na Kitajskem. Izkopavanja so odkrila več kot 80 lokacij z nabito zemljo, palače, svetišča, grobnice in delavnice.  Iz najdenih ostankov so arheologi lahko potrdili, da je bil Jinšu duhovno in kulturno središče dinastije Šang.
Najbolje ohranjena kraljeva grobnica dinastije Šang v Jinšuju je  grobnica gospe Fu Hao. Izjemna gospa je bila vojaški poveljnik in žena kralja Vu Dinga. Grobnico je leta 1976 odkril Dženg Dženšjang. Datirana je v leto 1250 pr. n. št. Bila je popolnoma nedotaknjena, kar za večino drugih grobnic ne velja. V grobnici so odkrili posmrtne ostanke kraljice, šest okostij psov, šestnajst okostij človeških sužnjev in številne nagrobne predmete velike arheološke vrednosti. Grobnica je obnovljena in odrta za javnost. 
Na najdišču je razstavna dvorana z najzgodnejšimi vzorci voz, ki so jih vlekle vprežne živali. Vozove so izkopali predstavniki Arheološkega inštituta Kitajske akademije za družbene vede in delovna skupina za zgodovinske relikvije občine Anjang v severnem in južnem delu vasi Ljudžjadžuang in vzhodnem delu vasi Šjaomintun. V vsaki od šestih odkritih jam so bili ostanki voz in dveh konj. V petih jamah so našli tudi ostanke človeških žrtev, štirih odraslih moških in enega otroka. Razstavljeni so tudi ostanki 8,35 metra široke ceste iz časa dinastije Šang, ki so jo leta 2000 odkrili v Šoli za športno letenje v Anjangu.

## Zgodovinska vrednost
Jinšu, glavno mesto dinastije Šang, ima velik pomen za preučevanje zgodovine dinastije Šang. Pred izkopavanjem Jinšuja se je kitajska pisana zgodovina začela v prvem letu dinastije Zahodni Džov. Z odkritjem zapisov na orakeljskih kosteh v preročišču v Jinšuju je bil potrjen obstoj dinastije Šang in rekonstruiran okvir zgodnje stare kitajske zgodovine, kar je omogočilo oceno verodostojnosti tradicionalnih dokumentov, ki so bili uporabljeni za pisanje zgodovine dinastije Šang. 
Na 150.000 orakeljskih kosteh, izkopanih v Jinšuju, so našli najzgodnejše dokaze o sedanjem kitajskem pisnem sistemu. Kulturne relikvije Jinšuja, ki jih predstavljajo izdelki iz brona in žada, ter pogrebni običaji s človeškimi žrtvami, kočijami in konji in žrtvovanimi živalmi so edinstveni dokazi  za kulturno tradicijo pozne dinastije Šang.
V ruševinah glavnega mesta Šanga so odkrili veliko rokodelskih delavnic in njihovih  izdelkov. Vzorci na vseh vrstah posode in zlasti na bronastih izdelkih kažejo visoko umetniško raven in zagotavljajo pomembno gradivo za razumevanje umetniškega razvoja in estetskega statusa dinastije Šang. Bronasti izdelki, predvsem dingi, uliti na prefinjen način,  imajo velik pomen v kitajski zgodovini metalurgije.
Napisi na orakeljskih kosteh in bronasti predmeti dokazujejo, da je bil Anjang bronastodobna družba. Družba je imela pisavo in metalurgijo, ki sta najbolj očitna pokazatelja stopnje njene civilizacije. 
Kar zadeva urbanistično zasnovo in arhitekturo, je imela obročasta in odprta urbana zasnova Jinšana velik vpliv na zgradbe kasnejših prestolnic. V Jinšanu so nadzirali poplavljanje rek in v gradbeništvu uporabljali opeko in les.

## Genetske študije
Študija mitohondrijske DNK, podedovane po materini liniji, je pokazala podobnost s sodobnimi severnimi Hani in  pomembne razlike od južnih Hanov.